# Dachuan (köping i Kina, Sichuan)
Dachuan (kinesiska: 大川镇, 大川) är en köping i Kina. Den ligger i provinsen Sichuan, i den sydvästra delen av landet, omkring 93 kilometer väster om provinshuvudstaden Chengdu. Antalet invånare är 6 029. Befolkningen består av 2 900 kvinnor och 3 129 män. Barn under 15 år utgör 17,0 %, vuxna 15-64 år 69 %, och äldre över 65 år 13,0 %.
Genomsnittlig årsnederbörd är 1 442 millimeter. Den regnigaste månaden är juli, med i genomsnitt 387 mm nederbörd, och den torraste är januari, med 12 mm nederbörd.